# Noémi Speiser
Noémi Speiser (* 11. August 1926 in Kingston, England) ist eine britisch-schweizerische Textilwissenschaftlerin und Textilkünstlerin.
Ihre Familie Speiser-Sarasin gehört zur Basler Oberschicht («Daig»). Ihr Vater  Ernst Speiser war Unternehmer in England, bevor er 1932 nach der Weltwirtschaftskrise mit der Familie in die Schweiz zurückkehrte.
Noémi Speiser liess sich an der Kunstgewerbeschule Basel in Textilgestaltung ausbilden. Sie forschte dann im Naturhistorischen und Völkerkundemuseum Basel unter dem Ethnologen Alfred Bühler im Bereich der Textilien. Mit der Zeit erwarb sie sich den Ruf einer textilwissenschaftlichen Koryphäe; so durfte sie etwa als erste Person aus Europa traditionelle japanische Flechttechniken dokumentieren.
Ihre eigenen Werke waren mehrmals Gegenstand von Ausstellungen, so 2018 im Museum der Kulturen Basel und 2024 in der Basler Kunstgalerie Praxis.
Speiser heiratete nie und besteht auf der Anrede «Fräulein».

## Veröffentlichungen
- Noémi Speiser / Thessy Schoenholzer Nichols (Mitarb.): An Annotated Classification of Textile Techniques. Haupt Verlag, Bern 2024. ISBN 978-3-258-60289-9.
- Noémi Speiser: The Manual of Braiding. Haupt Verlag, Bern 2018. Reprint of the 2nd edition 1988. ISBN 978-3-258-08111-3